# Yeon Sang-ho
Sang-ho Yeon és un director de cinema sud-coreà conegut per les seues pel·lícules d'animació. El llargmetratge The King of Pigs, la primera pel·lícula animada coreana que fou projectada al Festival de Cannes, en va fer un director reconegut. A les seues pel·lícules hi acostuma a haver una representació d'aspectes de la societat coreana. La seua principal influència és el director Hayao Miyazaki. És una persona de creences cristianes.

## Obres
- The King of Pigs (2011)[5]
- The Window (2013)[6]
- The fake (2013)[7]
- Train to Busan o 부산행 (transcrit per Busanhaeng) (2016)[8]
- Seoul Station (2016)[9]
- Psychokinesis (2018)[10]
- Peninsula (Train to Busan 2) (2020)[11]
- Hellbound (Sèrie de TV) (2021)[12]